# Saint-Céols

Saint-Céols este o comună în departamentul Cher, Franța. În 1 ianuarie 2022 avea o populație de 13 de locuitori.